# 伊射奈美神社 (穴吹町)
伊射奈美神社（いざなみじんじゃ）は、徳島県美馬市穴吹町三島の舞中島にある神社である。

## 歴史
式内社阿波國美馬郡伊射奈美神社の論社の一つ。旧村社。古くは十二社大権現・十二所大権現と称した。創祀は未詳だが、延暦7年に国司奉幣があったという。『名神序頌』には、貞観年間 (859年-877年) 頃の創建とする。
同じ社名で所在地が違う同市美馬町の伊射奈美神社と高越神社も同一式内社の論社に挙げられている。

## 祭神
- 伊射奈美命
- 武甕槌命
- 経津主命
- 猿田彦命

## 交通
- JR徳島線穴吹駅より車で約5分。